# Гипотеза Кэмерона — Эрдёша
Гипотеза Кэмерона — Эрдёша — доказанная в 2003 году комбинаторная гипотеза.

## Формулировка
Число {\displaystyle s(N)} свободных от сумм подмножеств в {\displaystyle \{1,\ldots ,N\}} равно {\displaystyle O\left({2^{N/2}}\right)}.

## Замечания
Сумма двух нечётных чисел всегда чётна, так что любое множество нечётных чисел всегда свободно от сумм. Имеется {\displaystyle \lceil N/2\rceil } нечётных чисел в {\displaystyle |N|}, соответственно получается {\displaystyle 2^{N/2}} подмножеств нечётных чисел в {\displaystyle |N|}. 
Гипотеза утверждает, что эта величина с точностью до константы определяет асимптотическое поведение количества свободных от сумм множеств.

## История
Гипотеза была предложена Питером Кэмероном и Палом Эрдёшом в 1988 году, в 2003 году доказана Беном Грином и независимо — Александром Сапоженко.
Сапоженко показал, что {\displaystyle s(N)=C_{0}2^{N/2}} при четных N и {\displaystyle s(N)=C_{1}2^{(N+1)/2}} при нечётных N, где {\displaystyle C_{0}=6.0...,C_{1}=5.0....}